# Vic Akers
Victor David „Vic“ Akers, OBE (* 24. August 1946 in London) ist ein englischer Fußballtrainer. Akers war Gründer und bis 2009 Trainer der Frauenmannschaft des FC Arsenal, dem Arsenal Women FC.

## Karriere als Spieler
Akers war in den 1970er Jahren Abwehrspieler bei Cambridge United (1971–1974), Tooting & Mitcham United und beim FC Watford (1975/76). Später schloss er sich dem FC Arsenal an und wurde Zeugwart der Männermannschaft. Dieses Amt übt er noch heute aus.

## Karriere als Trainer
1987 gründete Akers den Arsenal Ladies Football Club. Er übernahm auch das Traineramt und machte den Verein zum erfolgreichsten Club im englischen Frauenfußball. Größter Erfolg war der Gewinn des UEFA Women’s Cup 2007.